# Probaryconus rufipes
Probaryconus rufipes är en stekelart som först beskrevs av Jean-Jacques Kieffer 1908.  Probaryconus rufipes ingår i släktet Probaryconus och familjen Scelionidae. Inga underarter finns listade i Catalogue of Life.